# The light kite
The light kite (Nederlandse: De lichte vlieger of De lichtvlieger) is een artistiek kunstwerk in Amsterdam Nieuw-West.
Het werk uit 2016 van Saskia Hoogendoorn en Lieuwe Martijn Wijnands heeft de vorm van een vlieger. De vlieger moet de kijker terugbrengen naar een onbezorgde jeugd toen alles nog mogelijk en onschuldig was en tijd geen rol van betekenis speelde. Het staat tevens symbool voor vriendschap en vrijheid en het gevoel van zomer, zon, licht en warmte. Er werd nog een andere verbinding gevonden. Er werd een connectie gemaakt met het nummer De vlieger van André Hazes. 
De vlieger van Hoogendoorn en Wijnands kan echter geen kant op; ze is vast gemonteerd op een paal in het Sloterpark op de oevers van de Sloterplas. Ze is van roestvast staal en bestaat alleen uit het skelet van de vlieger met staart. In het kunstwerk is ledverlichting met geel en blauw licht toegepast, dat gelijk met de straatverlichting van het park aan- en uitgaat.
Het werd op 16 januari 2019 onthuld, maar dateert al vanaf 2016 toen het de bijdrage van het kunstenaarsduo was aan het Amsterdam Light Festival.
Het staat op steenworp afstand van het massief aandoende Groot landschap van Wessel Couzijn. 

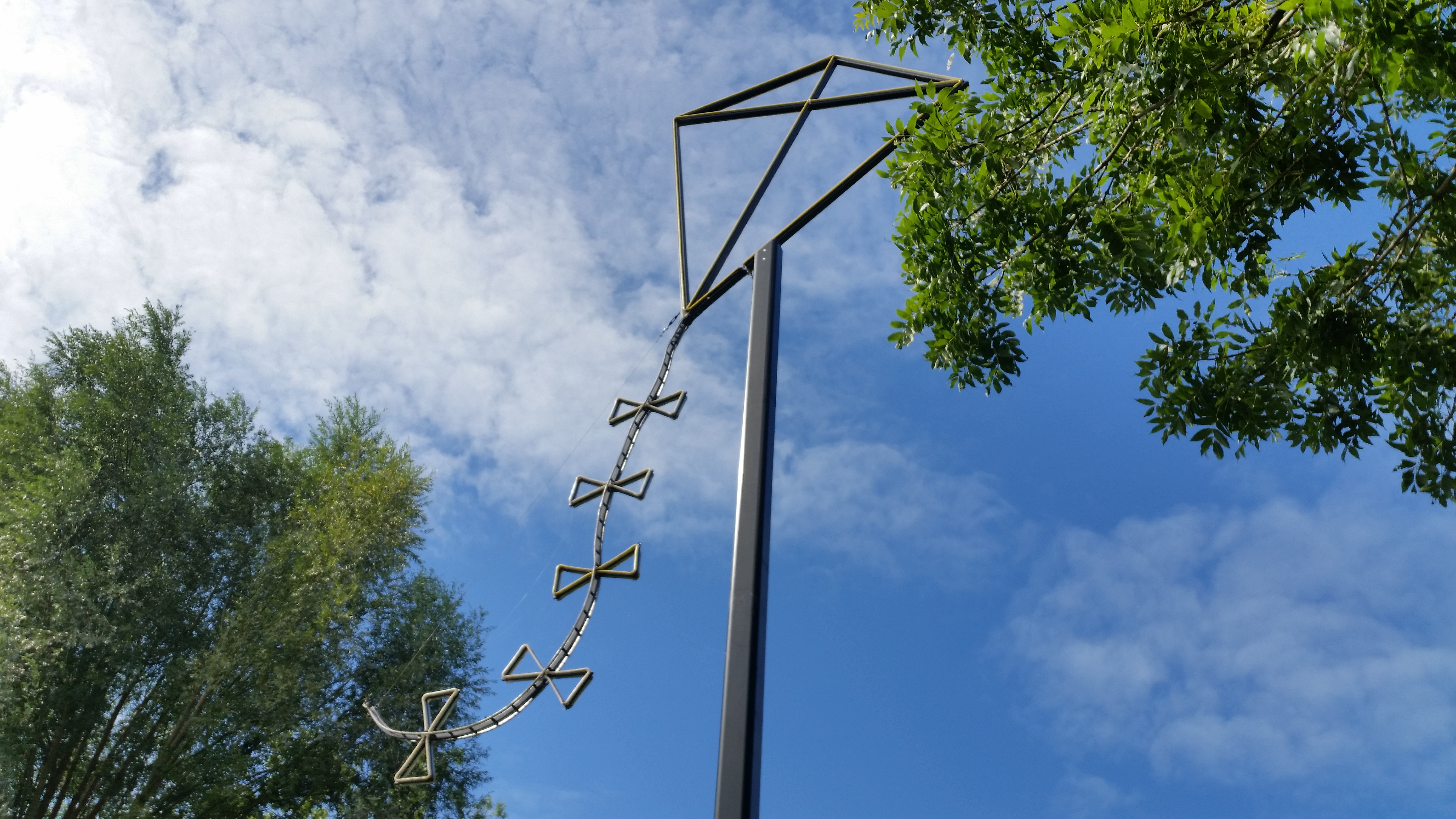
Vlieger (augustus 2020)